# Weltraumstreitkräfte
Der Begriff Weltraumstreitkräfte bezeichnet eine Teilstreitkraft eines Staates, welche sich mit militärischen Raumfahrtmissionen befasst.
Die Vereinigten Staaten gründeten im Dezember 2019 die United States Space Force und besitzen seitdem als einzige Nation eigenständige Weltraumstreitkräfte. Russland hatte zweimal eine organisierte und unabhängige militärische Teilstreitkraft für den Weltraum, zuerst von 1992 bis 1997 und dann von 2001 bis 2011.
Der Weltraumvertrag, den praktisch alle raumfahrenden Nationen unterzeichnet haben, hat zum Ziel die Militarisierung des Weltraums zu verhindern bzw. zu begrenzen.

## Geschichte

### Russland
Weltraumeinheiten erschienen 1955 in der UdSSR. Der 4. Oktober gilt als Geburtstag – der Tag des Starts des ersten künstlichen Erdsatelliten – «Sputnik».
Die ersten russischen militärischen Raumfahrteinheiten wurden im Jahr 1955, als Teil der Bodentruppen der «Artillerie der Reserve des Oberkommandos» gebildet und die Regierung der Sowjetunion beschloss, ein Forschungsgelände zu bauen, das später zum weltberühmten Kosmodrom «Baikonur» wurde.
1957 wurden speziell zur Steuerung des ersten künstlichen Erdsatelliten der Welt – «Sputnik», der «Befehls- und Messkomplex für die Kontrolle von Raumfahrtapparaten» und ein Netzwerk von Bodenmessstationen geschaffen, die ebenfalls in der «Artillerie der Reserve des Oberkommandos» des «Verteidigungsministeriums der UdSSR» enthalten sind.
1960 im Rahmen der 1959 gegründeten «Strategische Raketentruppen» («RWSN») für die Organisation dem Management der Weltraumaktivitäten, wurde die «Dritte Abteilung» der «Hauptdirektion für Raketenwaffen» gebildet.
1964 wurde die «Hauptdirektion für Raketenwaffen» in die «Zentraldirektion für Weltraumeinrichtungen» umgewandelt.
1970 wurde «Zentraldirektion für Weltraumeinrichtungen» reorganisiert und sein Status in die «Hauptdirektion für Weltraumeinrichtungen» des «Verteidigungsministeriums UdSSR» erhoben.
Im November 1981 wurde die «Hauptdirektion für Weltraumeinrichtungen» aus den «Strategische Raketentruppen» («RVSN») zurückgezogen und zu einer unabhängigen Struktur des «Verteidigungsministeriums UdSSR», das dem «Verteidigungsminister» direkt unterstellt war.
Aber 5 Jahre später, im 1986 die «Hauptdirektion für Weltraumeinrichtungen» wurde nochmals wieder reorganisiert und in das «Büro des Leiters die Hauptdirektion für Weltraumeinrichtungen» des «Verteidigungsministeriums UdSSR» umbenannt.
1992 wurden die russischen «Weltraumtruppen» als eigenständige Teilstreitkraft innerhalb der «Streitkräfte Russlands» eingerichtet und damit zur ersten unabhängigen Weltraumstreitkraft der Welt. Im Jahr 1997 wurde sie mit den «Strategischen Raketentruppen» zusammengelegt und 2001 wieder ausgegliedert. 2015 wurden die Weltraumtruppen mit der «russischen Luftwaffe» zu den «Luft- und Weltraumkräfte» vereinigt.

### China
Im Jahr 2016 gründete die Volksrepublik China die Strategische Kampfunterstützungstruppe als unabhängige Teilstreitkraft der Volksbefreiungsarmee, die für Weltraum-, Cyber- und elektronische Kriegsführung zuständig ist.

### USA
Die Entwicklung der militärischen Raumfahrt innerhalb der Vereinigten Staaten begann 1945 mit der «United States Army Air Forces». Die meisten ihrer Weltraumstreitkräfte wurden später innerhalb der «United States Air Force» organisiert, die 1962 zum Exekutivorgan für die Raumfahrt wurde.
1982 schuf die «Air Force» das «Air Force Space Command», das alle ihre Weltraumstreitkräfte in einem Kommando zusammenfasste. Sowohl die «US Army» als auch die «US Navy» verfügen über eine wesentlich geringere Anzahl von Weltraumressourcen, die im United States Army Space and Missile Defense Command und in der United States Tenth Fleet zentralisiert sind. Das operative Kommando für Raumfahrtmissionen ist im «US Space Command» zentralisiert, das zuvor von 1985 bis 2002 existierte und im August 2019 wieder eingerichtet wurde.
Im Dezember 2019 genehmigte der US-Kongress die Schaffung der «US Space Force», die am 20. Dezember 2019 offiziell eingerichtet wurde. Diese neue Teilstreitkraft wurde aus dem «Air Force Space Command» heraus gegründet.
Im Dezember 2023 eröffnete die Space Force auf der Ramstein Air Base die Abteilung U.S. Space Forces Europe and Africa. Diese soll das United States European Command und das United States Africa Command  mit Weltraum-Infrastruktur wie Satellitennavigation und -kommunikation unterstützen.

### Deutschland
Das Weltraumkommando der Bundeswehr ist eine Kommandobehörde, die im Juli 2021 eingerichtet wurde. Es hat die Aufgabe, alle militärischen Weltraumaktivitäten der Bundeswehr zu bündeln und zu koordinieren. Dazu gehören die Planung und Durchführung von Defensivoperationen im All sowie der Schutz der sieben Bundeswehrsatelliten vor Schäden durch Weltraumschrott oder -waffen. Das Hauptquartier des Weltraumkommandos befindet sich seit April 2023 auf dem Paulsberg in Uedem.
Bereits seit 2020 besteht das Air and Space Operations Centre (ASOC) der Luftwaffe, ebenfalls mit Sitz in Ueden, das den Satellitenverkehr beobachten und vor in die Atmosphäre eindringenden Objekten warnen soll.

### Frankreich
Am 13. Juli 2019 kündigte der französische Präsident Emmanuel Macron an, eine eigene Weltraumstreitkraft unter der Luftwaffe zu bilden. Im September wurde die «Commandement de l'espace» (CDE) gegründet und die französischen Luftstreitkräfte wurden in Luft- & Weltraumstreitkräfte («Armée de l’Air & de l'Espace») umbenannt. Die CDE ist für die Sicherheit der Militärsatelliten verantwortlich.

## Liste von eigenständigen Weltraumstreitkräften
- Vereinigte Staaten: US Space Force
- Russland: Weltraumtruppen (eigenständig von 1992 bis 1997 und von 2001 bis 2011)